# Samsung Securities Cup 2006
La Samsung Securities Cup 2006 è stato un torneo di tennis facente parte della categoria ATP Challenger Series nell'ambito dell'ATP Challenger Series 2006. Il torneo si è giocato a Seul in Corea del Sud dal 30 ottobre al 5 novembre 2006 su campi in cemento.

## Vincitori

### Singolare
Hyung-taik Lee ha battuto in finale  Björn Phau con il punteggio di 6–2, 6–2

### Doppio
Alexander Peya /  Björn Phau hanno battuto in finale  Florin Mergea /  Danai Udomchoke con il punteggio di 6–4, 6–2